# Gopinath

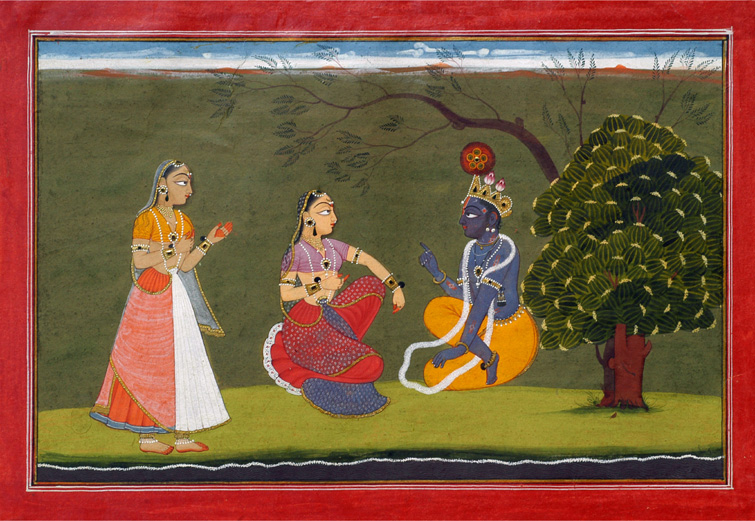
La diosa gopi (‘pastora’) Radha y el dios Gopinat charlando, mientras una gopi los atiende.

Gopinatha (‘señor de las pastoras’) es uno de los variados nombres del dios hinduista Krisná.

## Nombre
- gopīnātha, en el sistema AITS (alfabeto internacional para la transliteración del sánscrito).
- गोपीनाथ, en escritura devanagari del sánscrito.
- Pronunciación: /gopinát/ o /gopínat/.[1]
- Etimología: ‘señor de las pastoras’[1]
  - gopī: femenino de gopá (‘pastor [de vacas]’)
  - nāthá: ‘protector, patrón, posesor, propietario, señor’

antiguamente en el Átharva-veda (uno de los textos más antiguos de la India, de principios del I milenio a. C.), significaba ‘refugio, ayuda’; se utiliza especialmente en nombres de dioses, como Góvindanatha, Yagan-natha, etc.